# 博兰斯勒
尤利乌斯·博兰斯勒鋼琴有限公司（Julius Blüthner Pianofortefabrik GmbH）是一家總部位於德國萊比錫的鋼琴生產商，常與貝希斯坦、施坦威、貝森朵夫並稱四大鋼琴產商。它由尤利乌斯·博兰斯勒在1853年創立于萊比錫。

## 外部連接
- 官方網站（页面存档备份，存于）